# Biserica de lemn din Valea Mare, Vâlcea

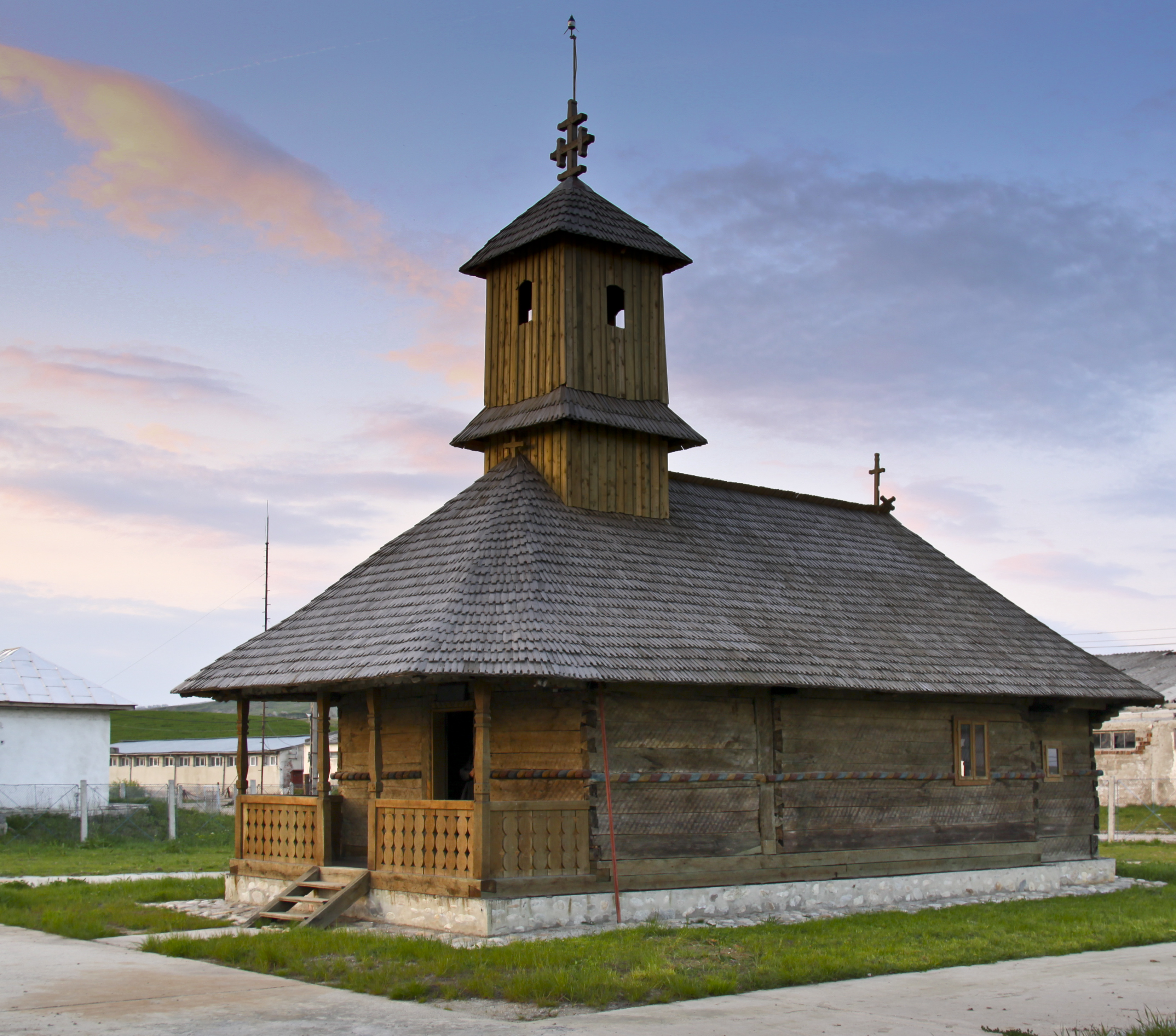
Biserica de lemn din Valea Mare, vedere din sud-vest, foto: 2010

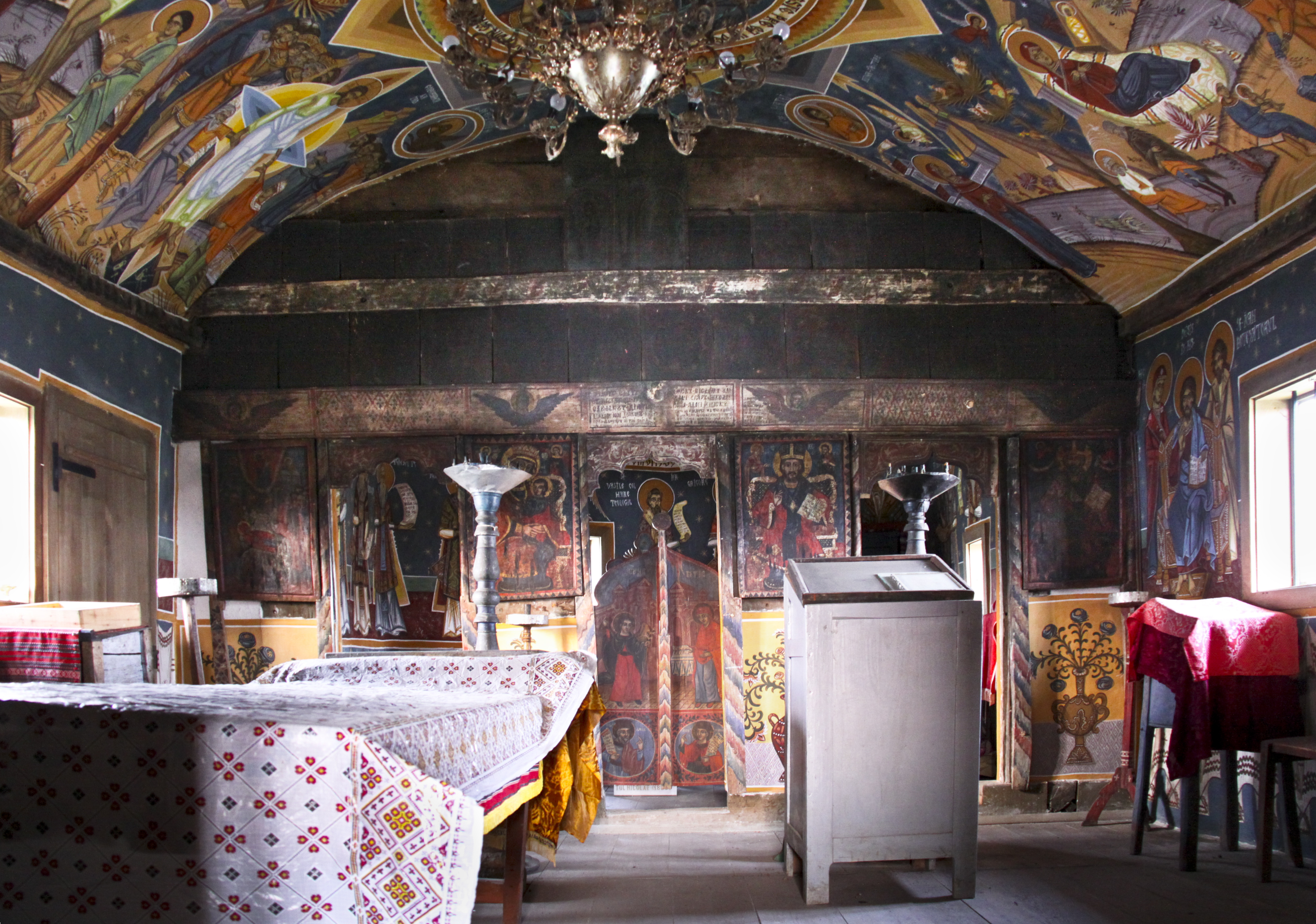
Interiorul naosului, foto: 2010

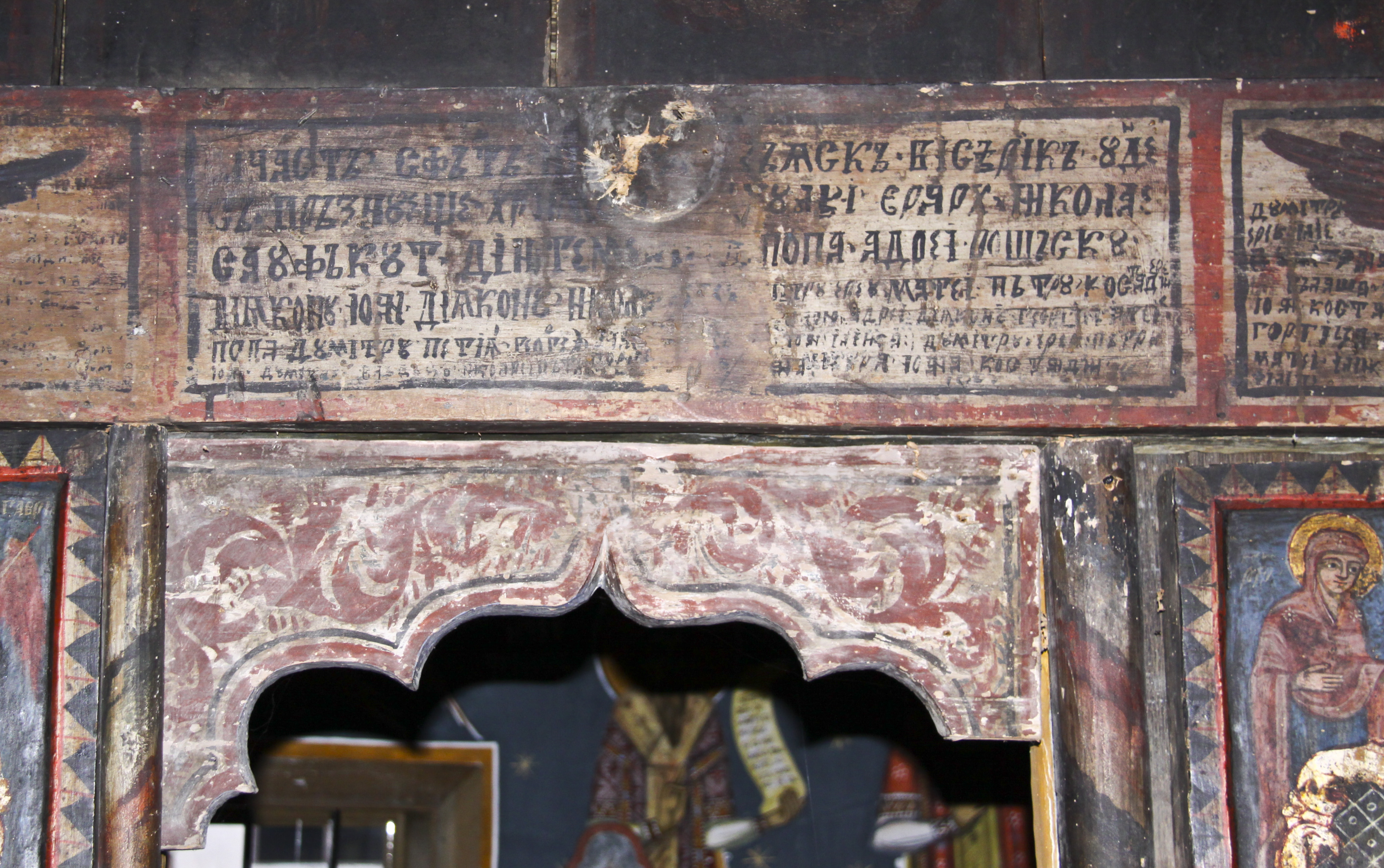
Pisania ctitorilor, foto: 2010

Biserica de lemn din Valea Mare se află în localitatea Valea Mare din orașul Berbești, județul Vâlcea. Biserica a fost ridicată în anul 1776 și poartă hramul „Sfântul Nicolae”. Se distinge prin sculpturi decorative, pisanii, pictura iconostasului și o structură bine conservată. Biserica este înscrisă pe noua listă a monumentelor istorice, LMI 2004:  VL-II-m-B-09962.

## Istoric
În amintirea faptelor și spre pomenirea ctitorilor se păstrează câteva inscripții. Astfel în dreapta intrării, peste funia brâului median apare incizat: „Leat 7295”, adică anii 1786-87 ai erei noastre. Pe ușorul stâng al portalului de intrare apare incizat: „Leat 7297”. Istoricul Ioan Popescu-Cilieni a citit în perioada interbelică o altă inscripție, ceva mai veche, azi neidentificată: „popa Andrei cu enoriașii în anul 7285 dechemvrie 6”, adică anul 1776 al erei noastre. Popa Andrei  se regăsește în pisania nedatată de pe tâmpla iconostasului: „Această sfântă și dumnezeiască biserică, unde să prăznuiește hramul Sfântului Ierarh Nicolae, s-au făcut din temelie de popa Andrei Roșăscu, diaconu Ioan, diaconu Nicolae, ... Pătru ereu, Matei, Pătru, Costadin ereu, ... Ion, Andreea diaconia[sa], Georgh.., Andreiu, popa Dumitru, Petiia, Gheorghe, ..., Ion, Ilinca, Dumitru ereu, Pătru, Vlăduț, Nicolae, Pătru, ... Ioana Constandin, Ioan”. Ridicarea și consacrarea bisericii s-a făcut în ultimele decenii ale secolului 18, cel mai probabil în anul 1776, ctitorul principal fiind preotul Andrei Roșăscu, ajutat de enoriașii săi. 
Un al doilea moment important în dăinuirea bisericii este menționat de pisania păstrată peste intrare: „Această sfântă și dumnezeiască biserică s-a făcutu din temelie de robi[i] lui Dumnezeu Gheorghe ereu, Floruca er[e]iț[a], Dumitru ereu, Tinca er[e]ița i Gheorghe ereu, Petria erița, Barăbu diia[co]nu, Dobra diaconeasa, Gheorghe ereu diaconu, Dumitrana Diaconeasa, Dumitru, Pătru, Dumitru, Anghel, Gheor[gh]e, leatu 7327”. În anii 1818-1819 s-a înfăptuit o reparație a structurii bisericii, care probabil a cuprins și schimbarea tălpilor și îndreptarea temeliei de piatră sau zid.
O inscripție în pridvor surprinde laconic momentul unei necesare refaceri a acoperișului: „1865 acoperită”.
Biserica a fost în anul 2008 salvată de la ruinare prin mutarea ei pe un loc nou, în Berbești. După remontare, interiorul a fost repictat. Pisania scrisă cu această ocazie reiterează evenimentele din trecutul bisericii, mai puțin precise pentru perioada veche, însă relevante pentru cele petrecute după cumpăna secolului 19: „Această sfântă biserică cu hramul Sfântului Nicolae ... a fost reînnoită prin decret regal în 1908. În anul 1922 a fost tencuită și pictată în tehnica ulei de pictorul Victor Fulgescu din Comănești. Biserica actuală e rezultatul strămutării în anul 2008. Pictura nouă a fost realizată în anul 2009, în tehnica frescă, de către pictorul profesor universitar Sava Nicolae, în colaborare cu fiica Irina. Lucrările au fost posibile datorită: Compania Națională a Lignitului - Oltenia, exploatarea minieră Berbești, S. C. Star group SRL, resfințită la data de ... 2009, de către ...”.

## Descriere
Cea mai veche atestare a satului Berbești este din 1423, când este menționată și biserica din lemn, din cătunul Valea Mare. Documentul cel mai clar în care se menționează biserica din lemn, aflata în Valea Mare, este cel din 24 februarie 1598. Această biserică a fost construită de meșteri locali, având o pictură valoroasă, care impresionează prin expresivitate. O descriere amănunțită a acestui lăcaș de cult o dă Ion Popescu - Cilieni, în lucrarea : ,, Biserici, târguri și sate în Județul Vâlcea", întocmită pe baza cercetării unor cartografii vechi din 1840.
L a 6 decembrie 1776 a fost construită o biserică din lemn, de Popa Andrei, pe locul bisericii vechi, din Valea Mare, care are hramul Sfântului Nicolae, înscrisă în rândul monumentelor istorice. De-a lungul timpului, datorită dispariției unor cătune, biserica a avut de suferit, locul unde a fost biserica este cunoscut datorită crucilor din piatră rămase.

## Imagini exterioare

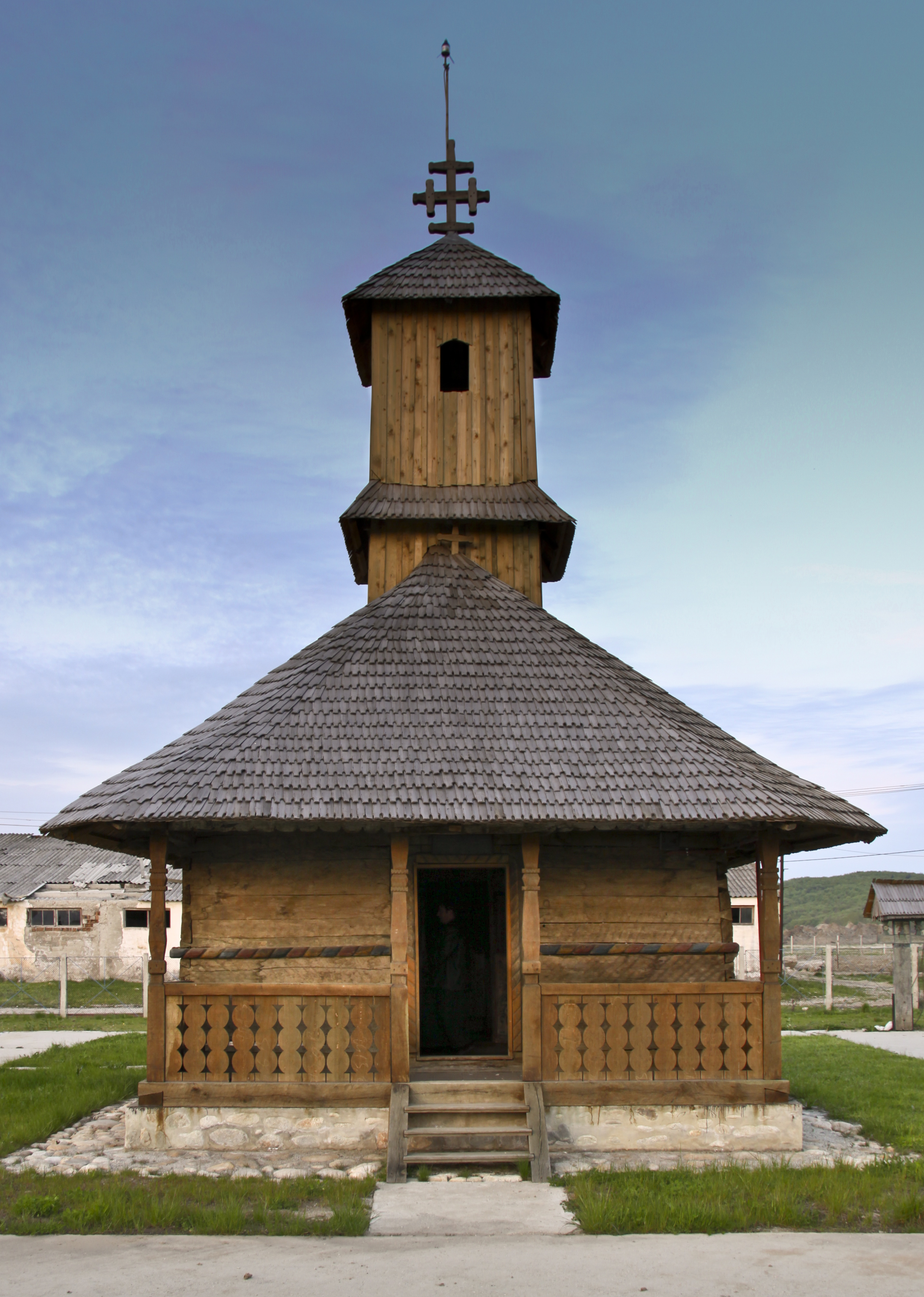
vest
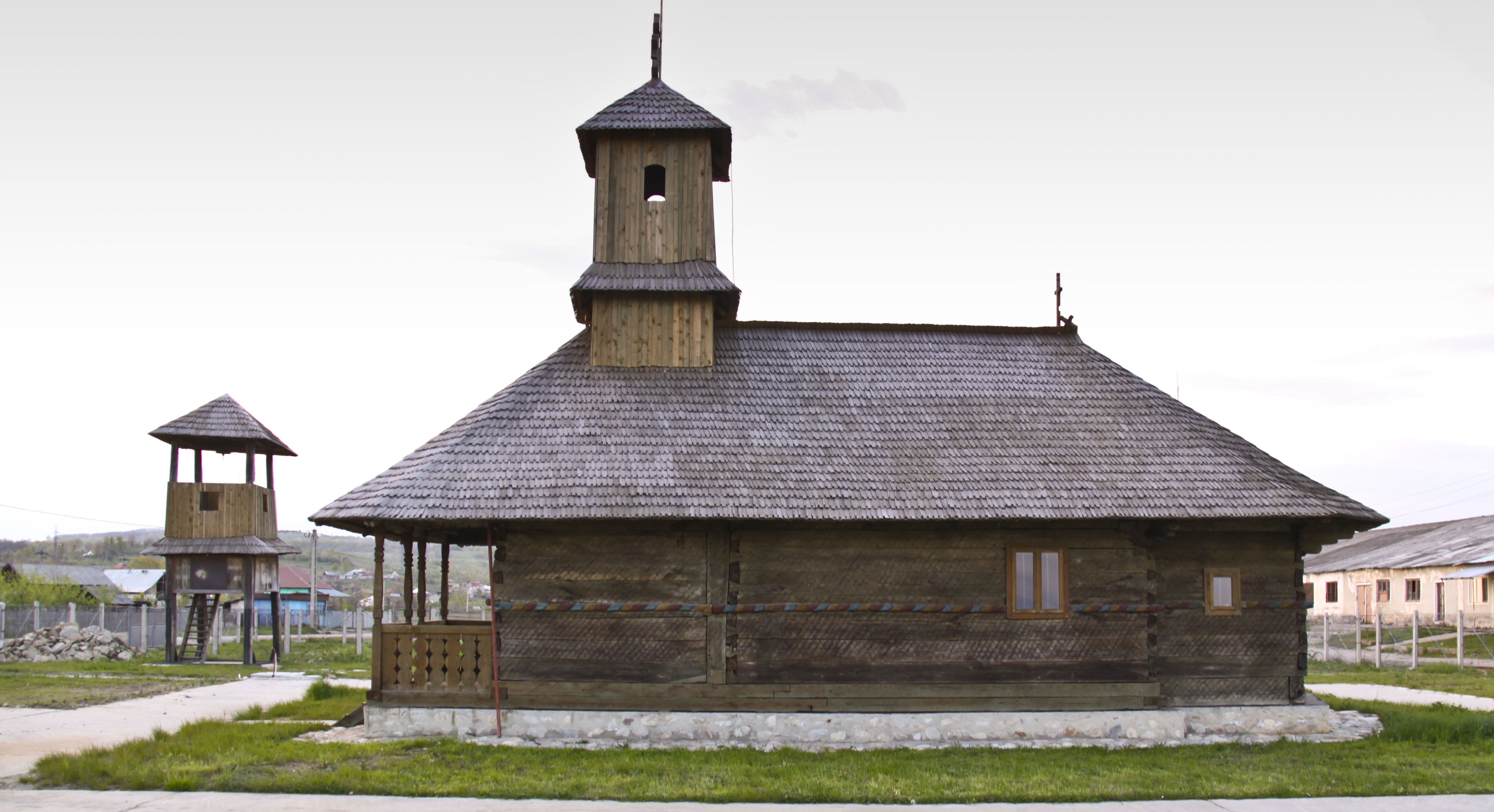
sud
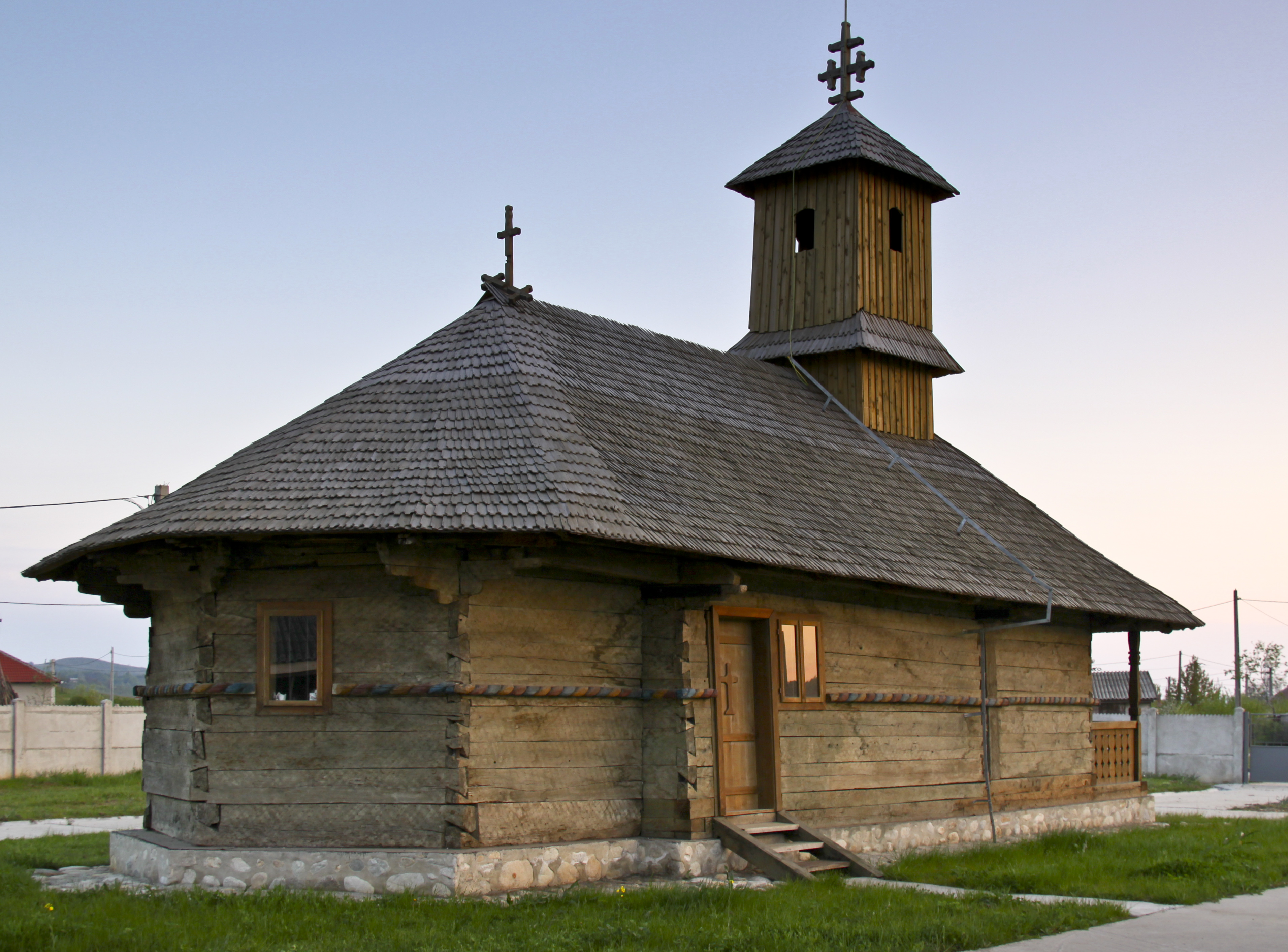
nord-est
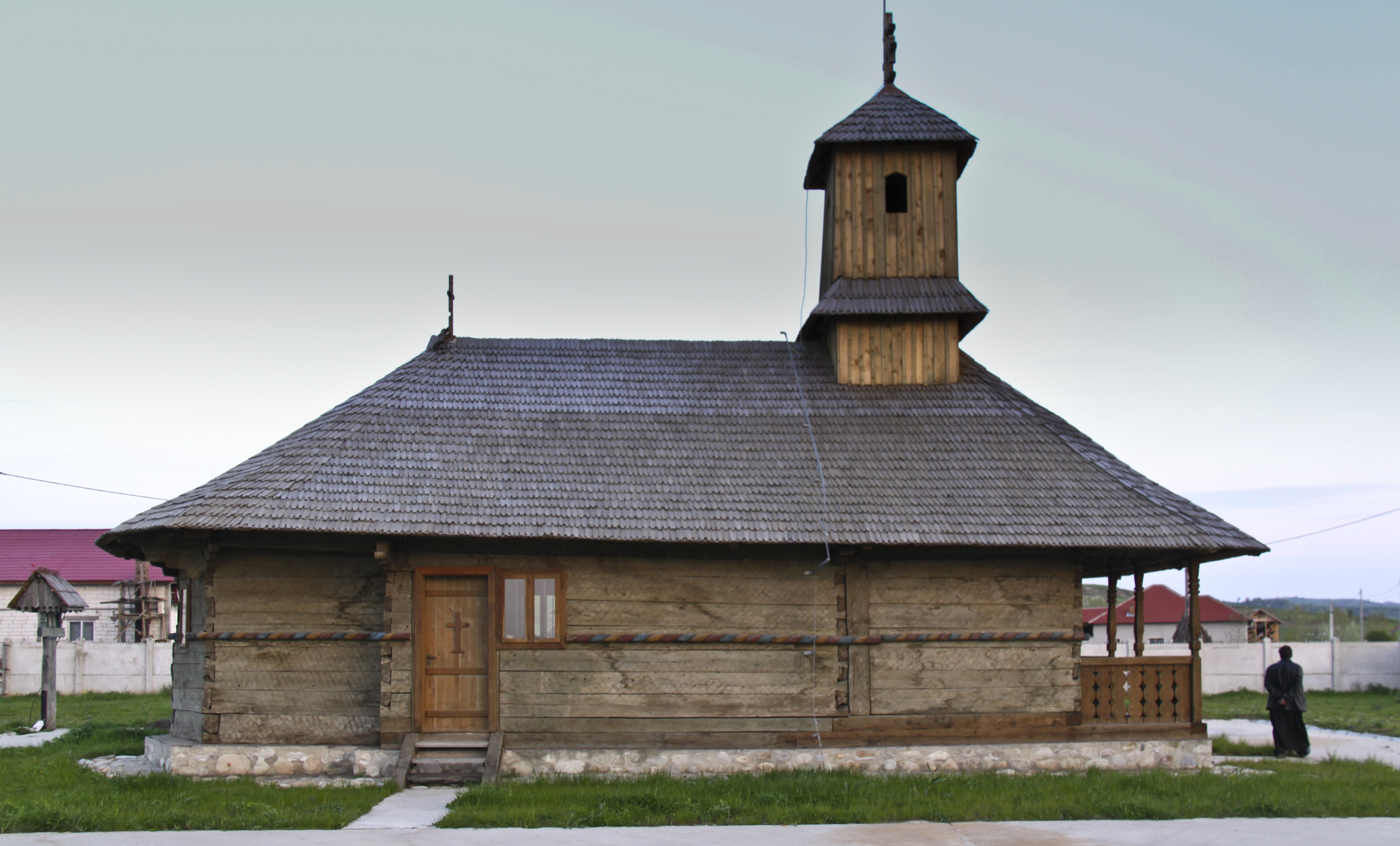
nord
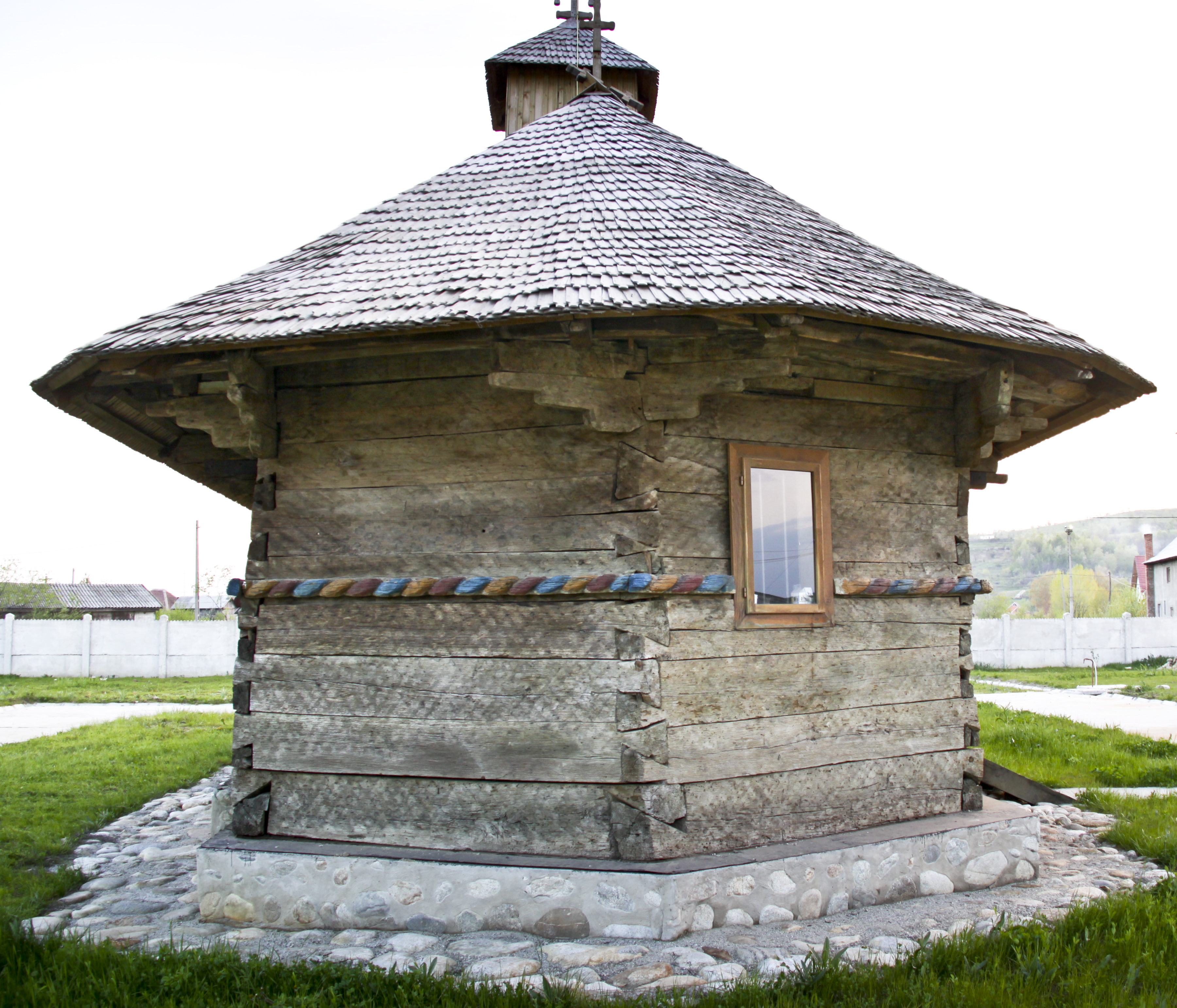
altarul la răsărit
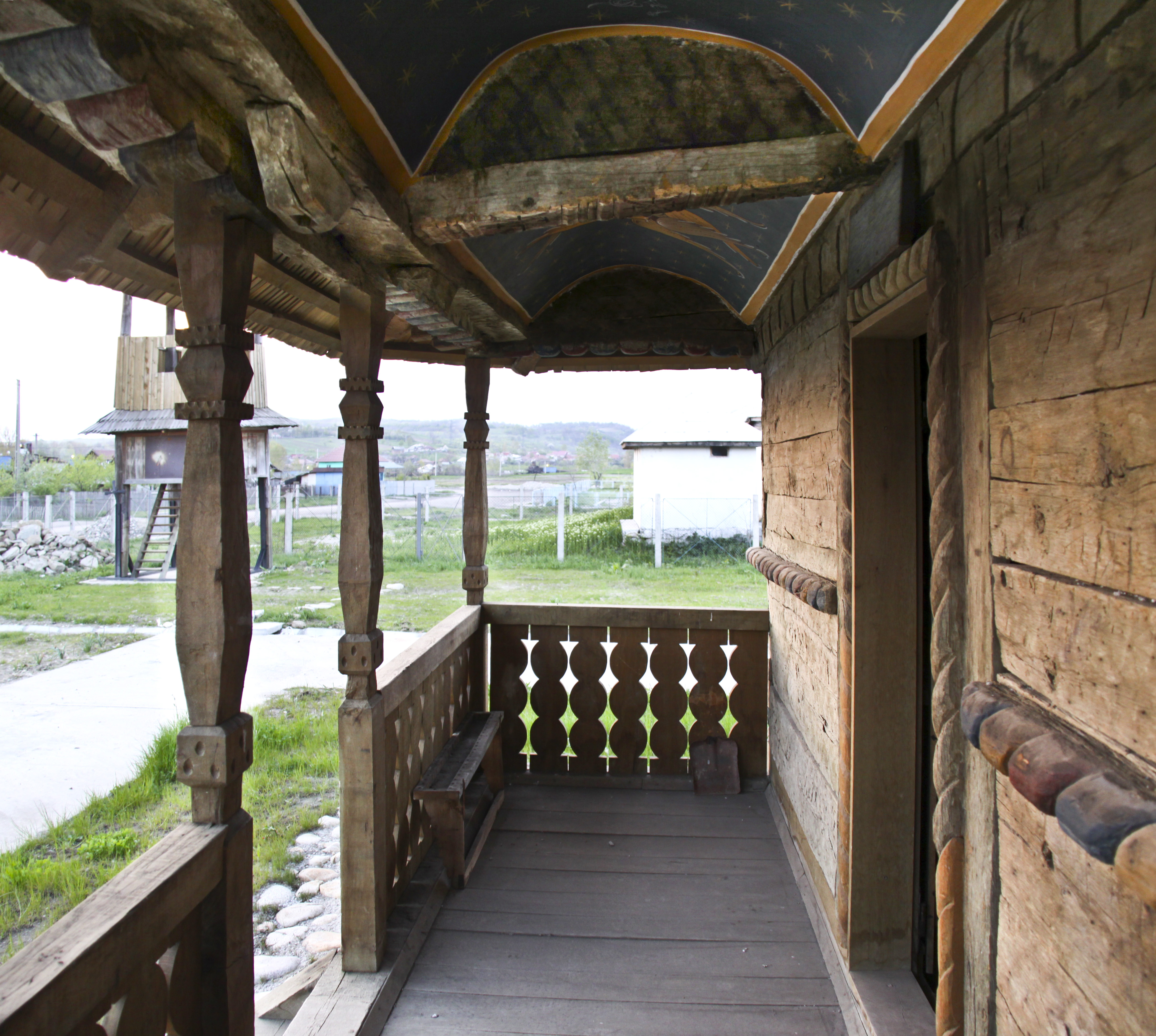
pridvorul
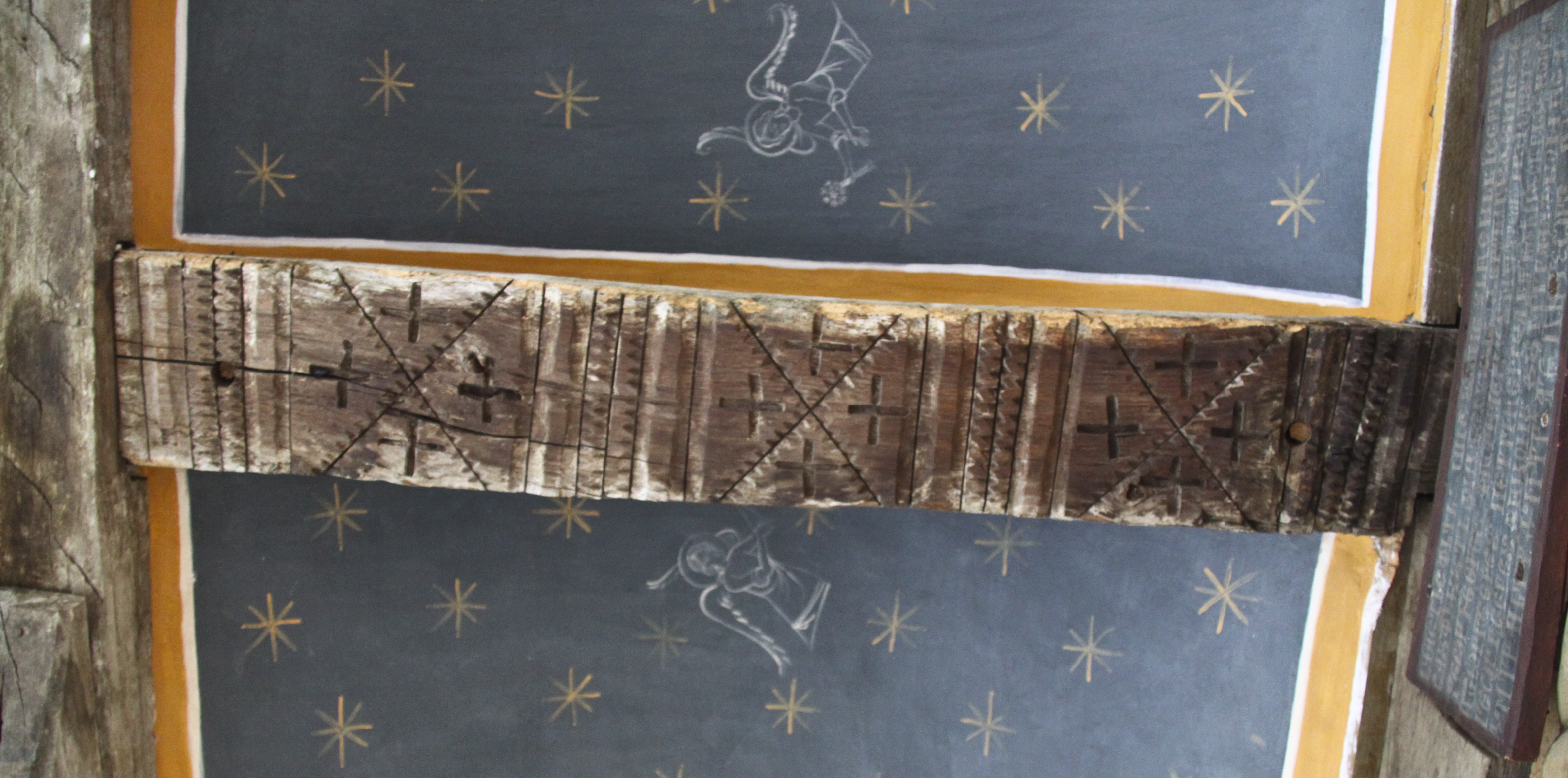
grinda peste intrare
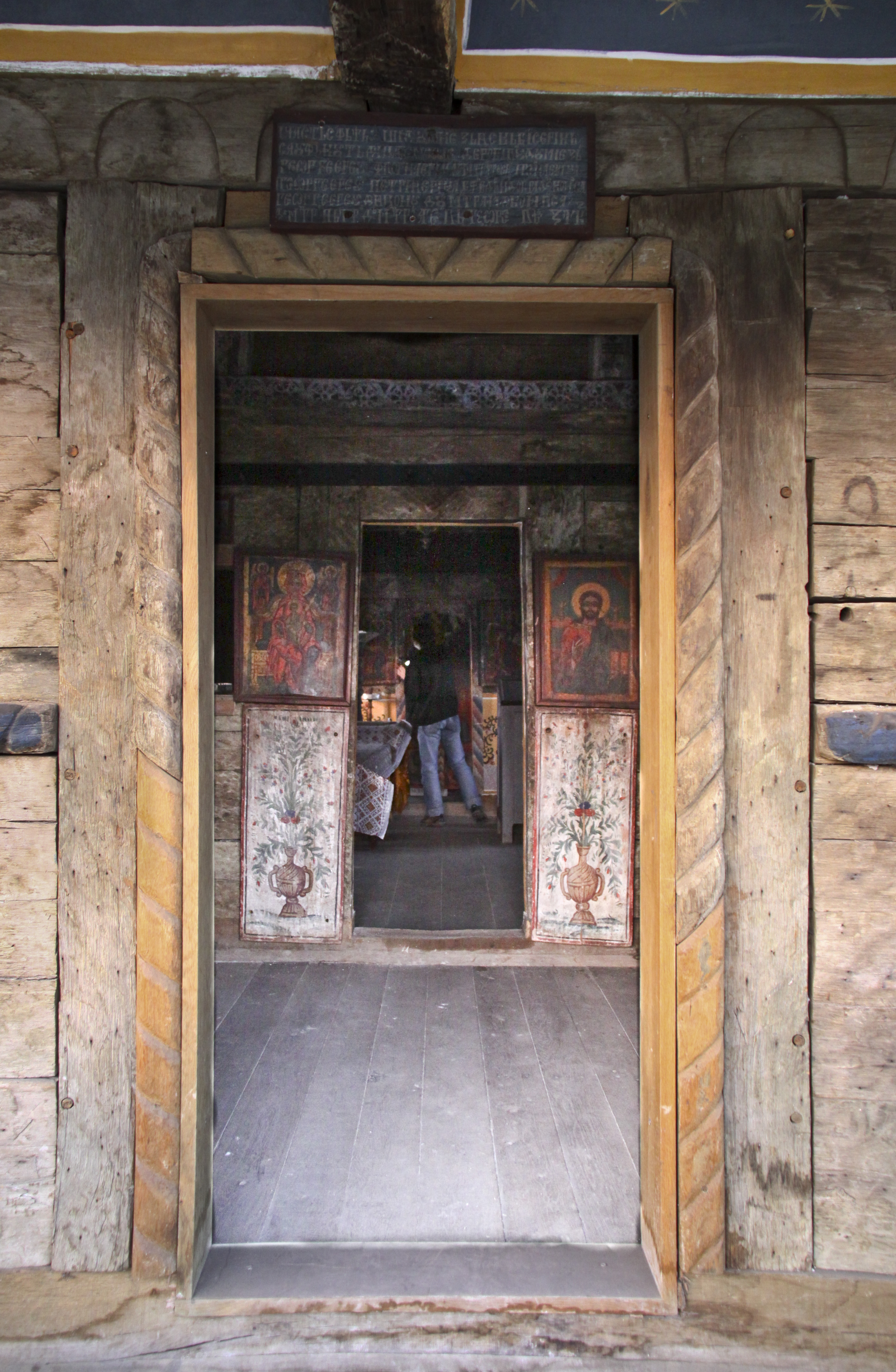
intrarea
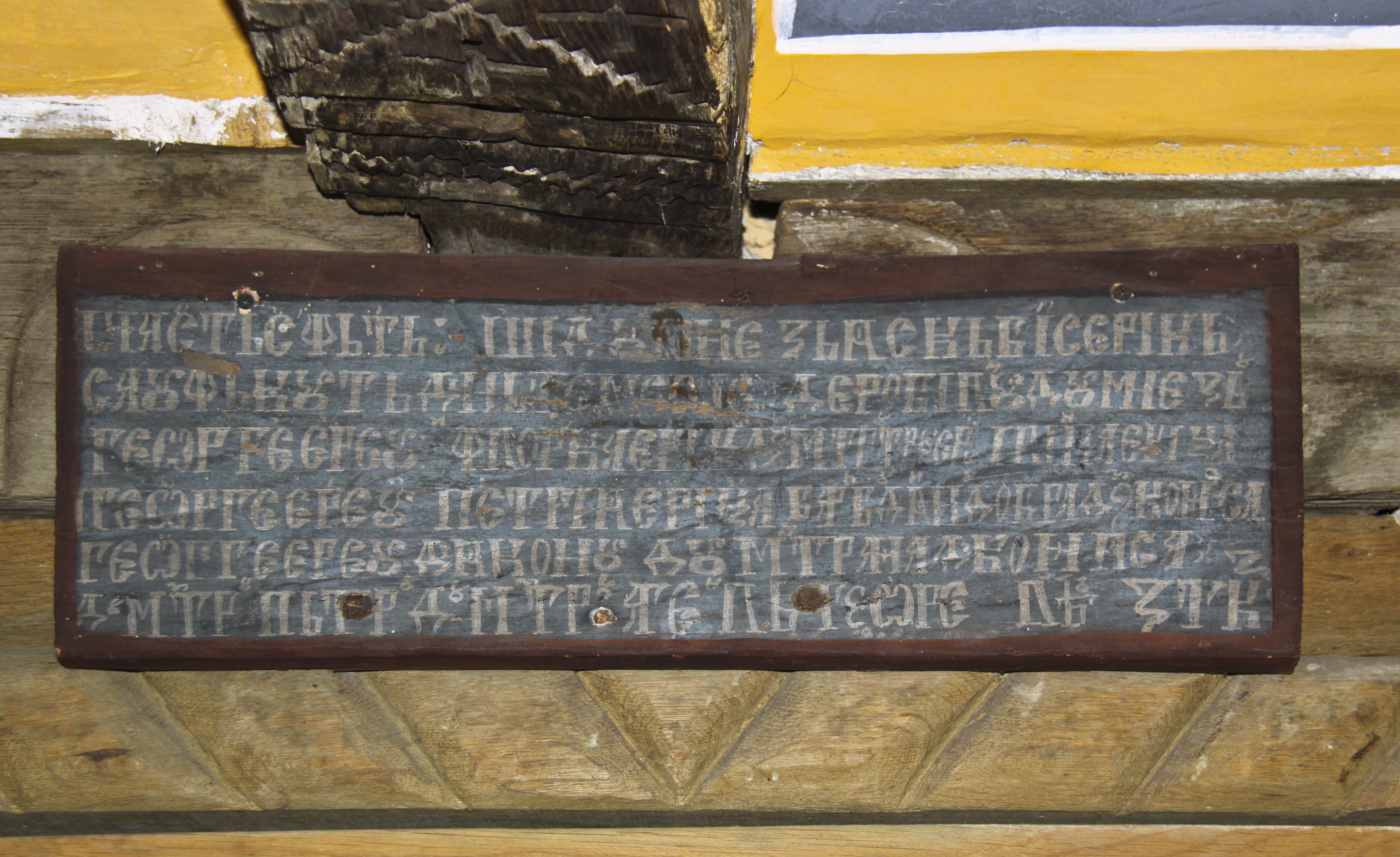
pisanie 7326
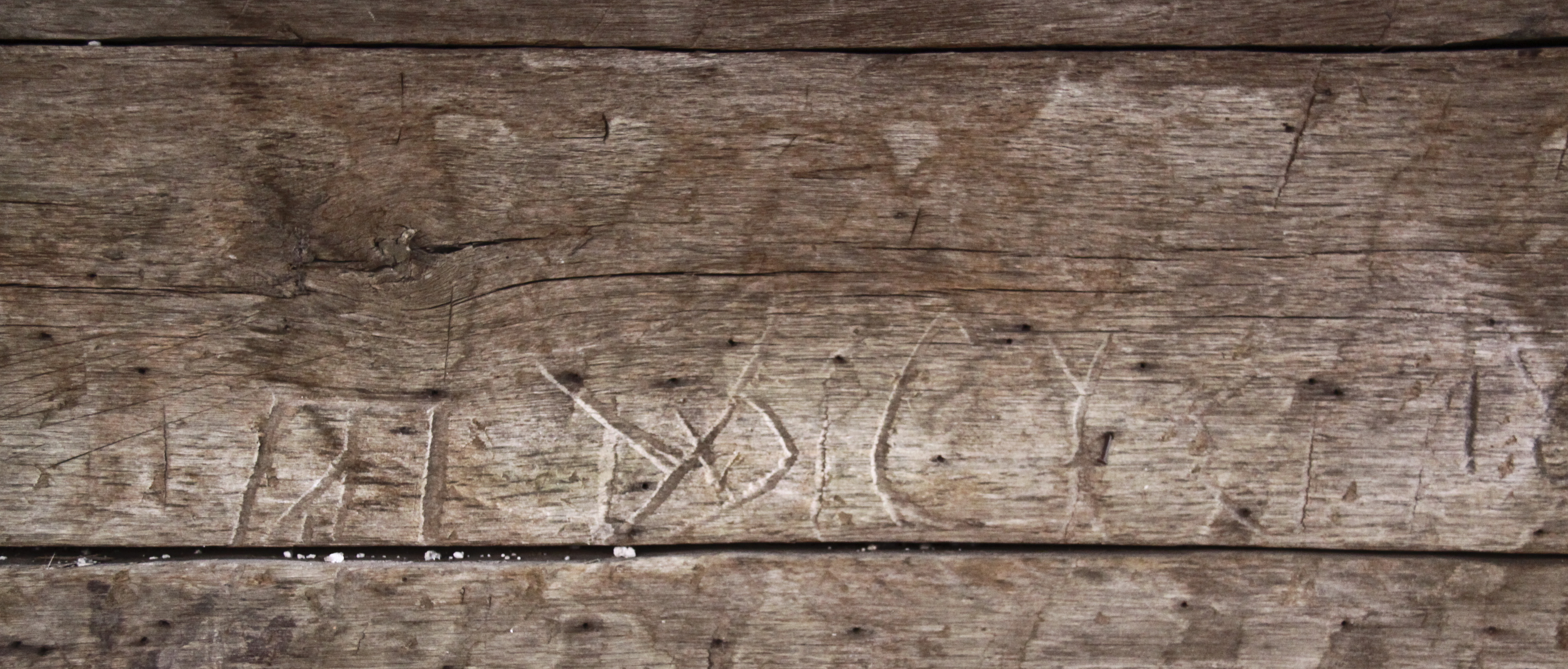
inscripţie 7295
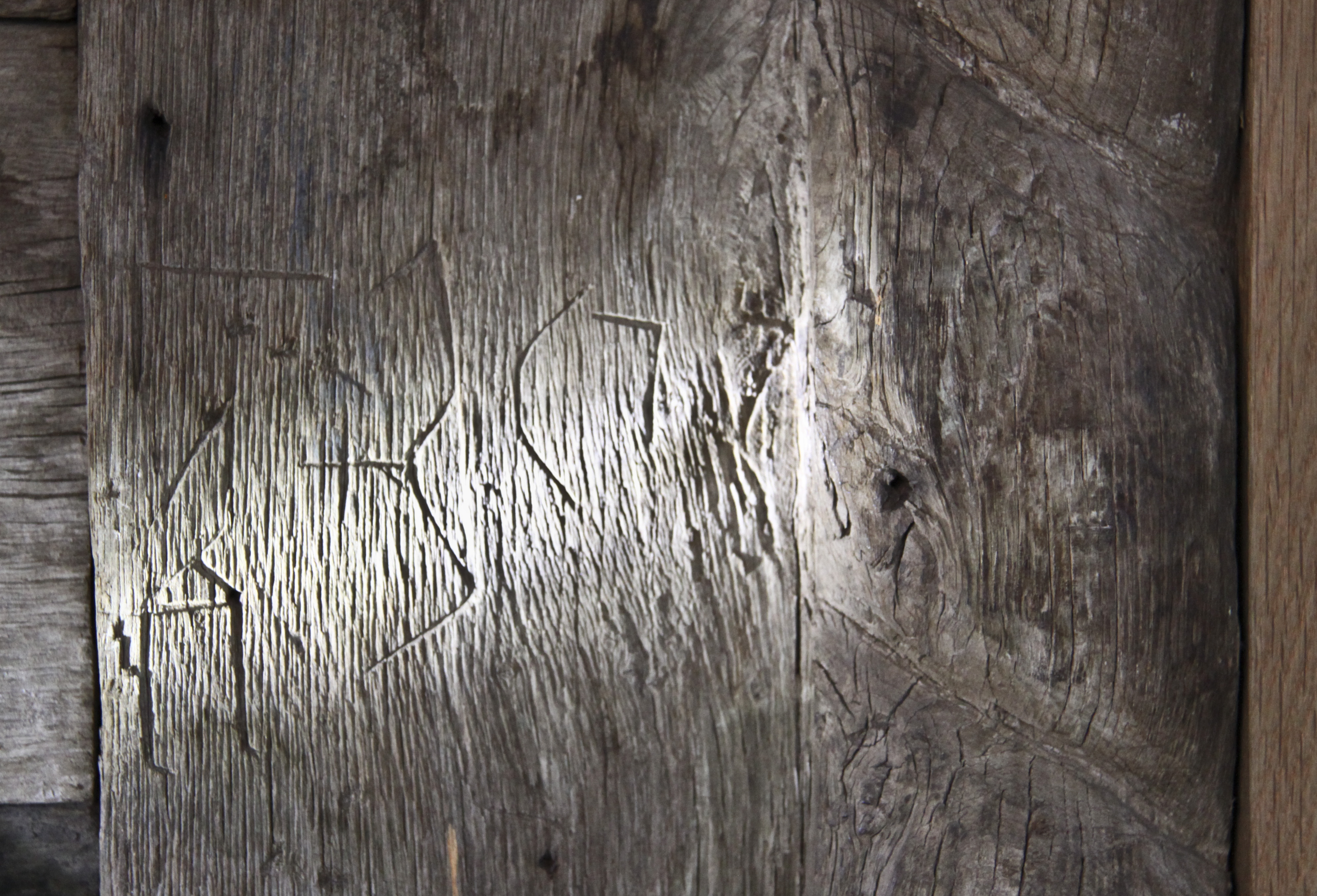
inscripţie 7297
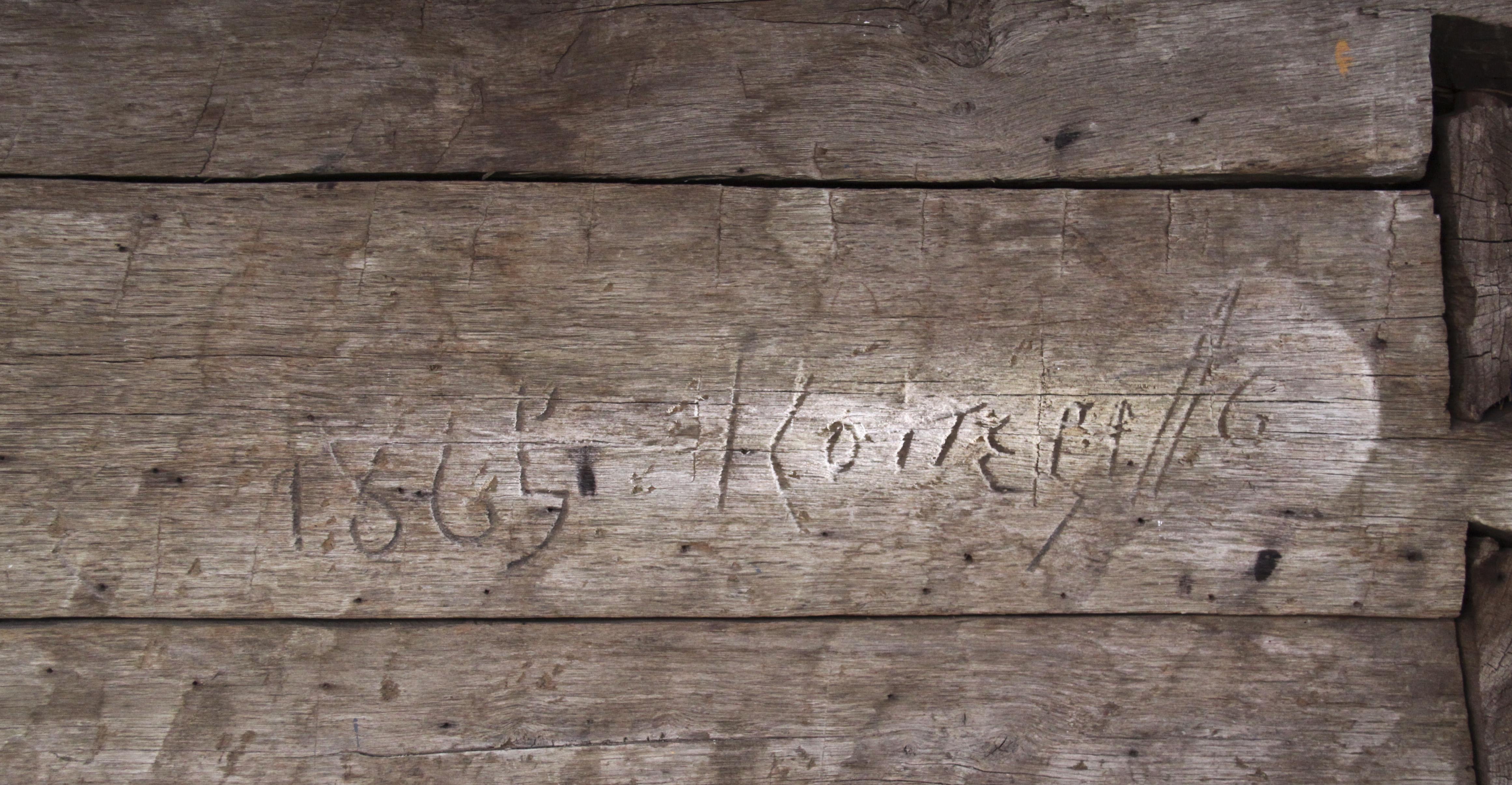
inscripţie 1865

## Imagini interioare

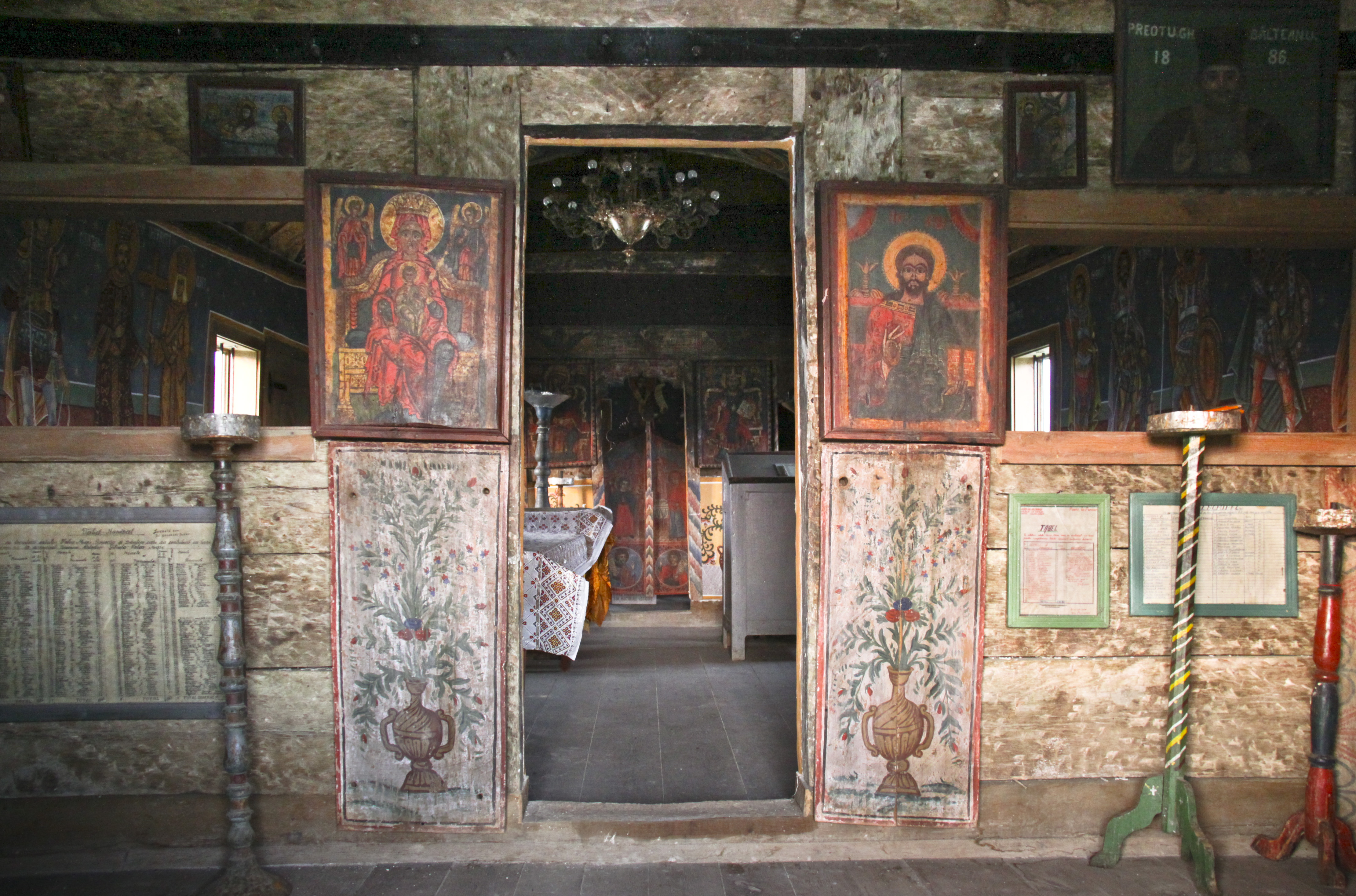
intrare în naos, tindă
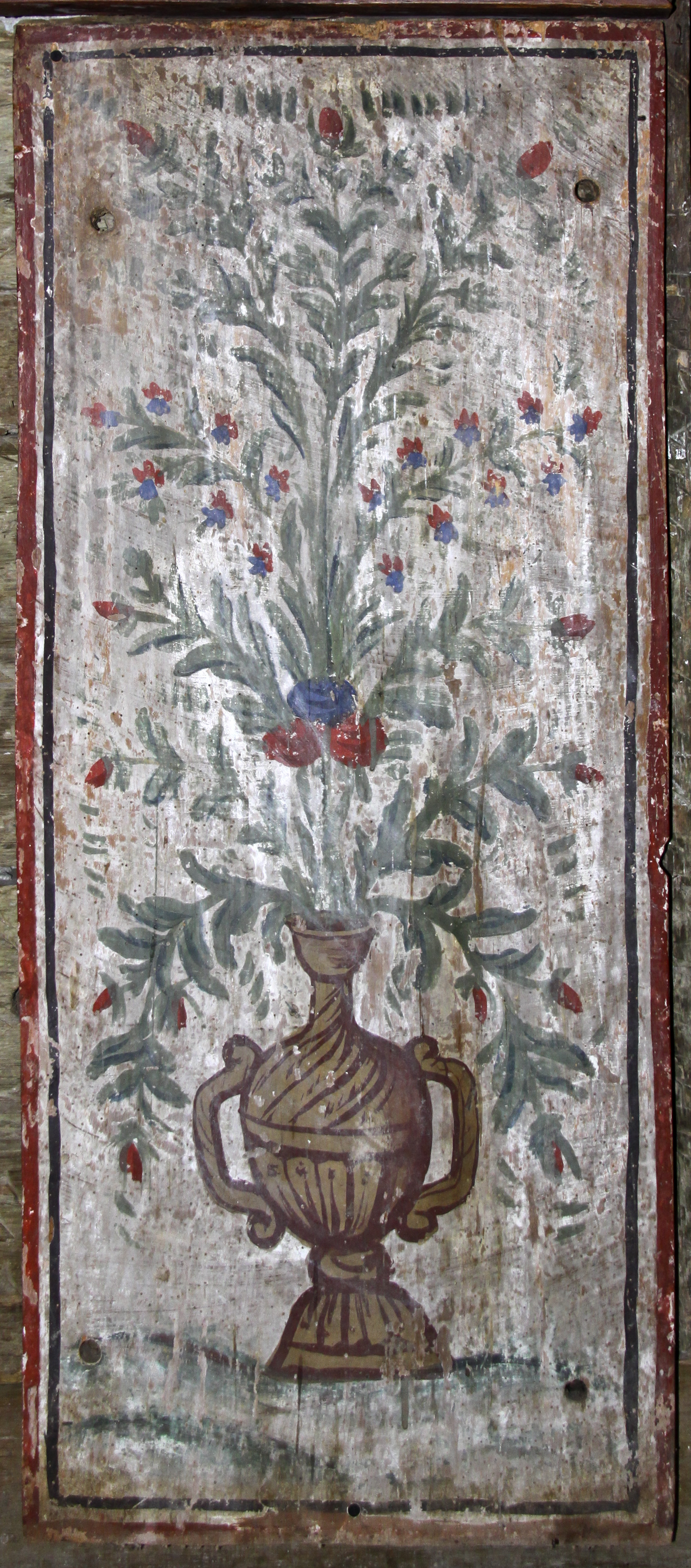
poală de icoană, tindă
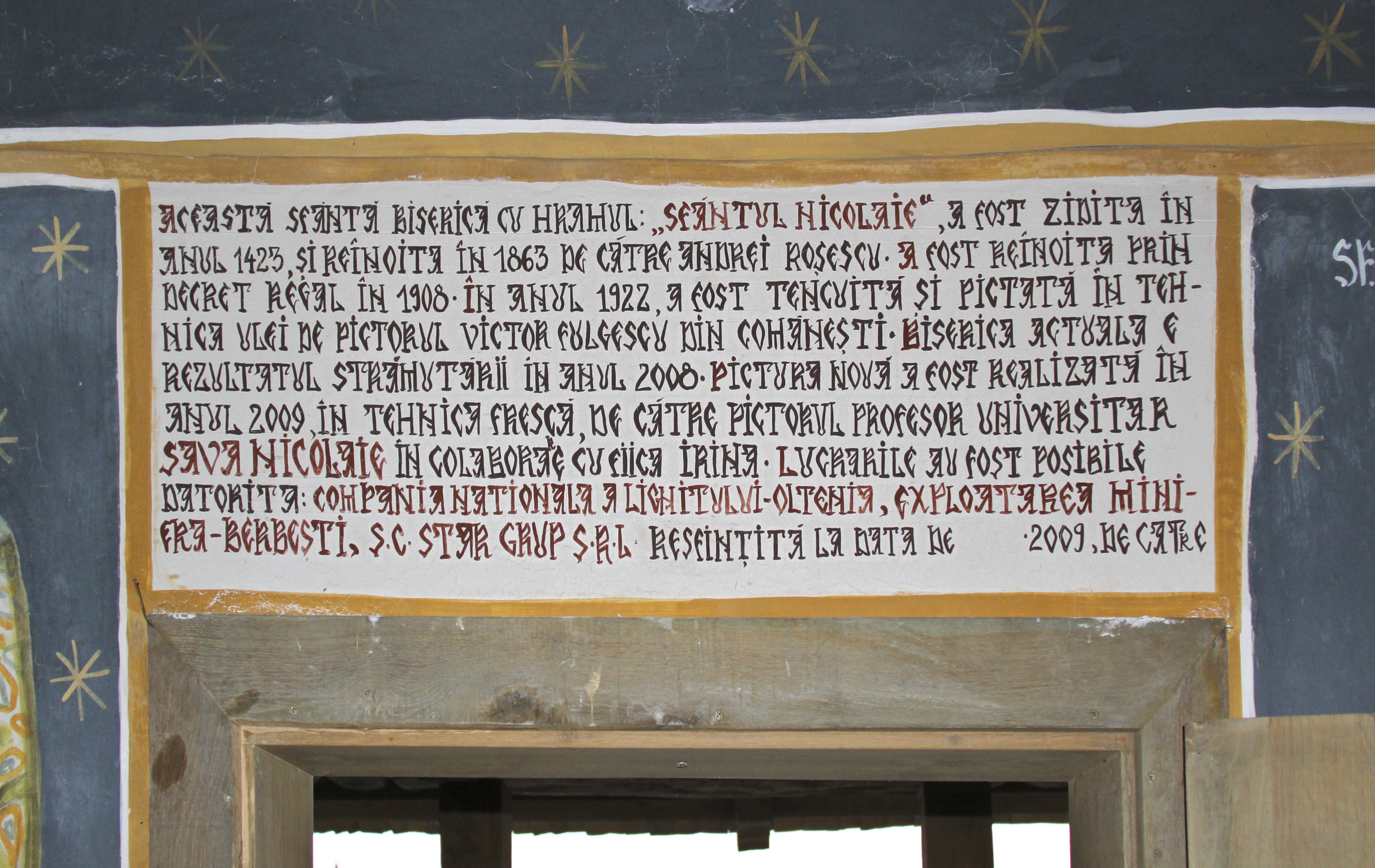
pisanie 2009
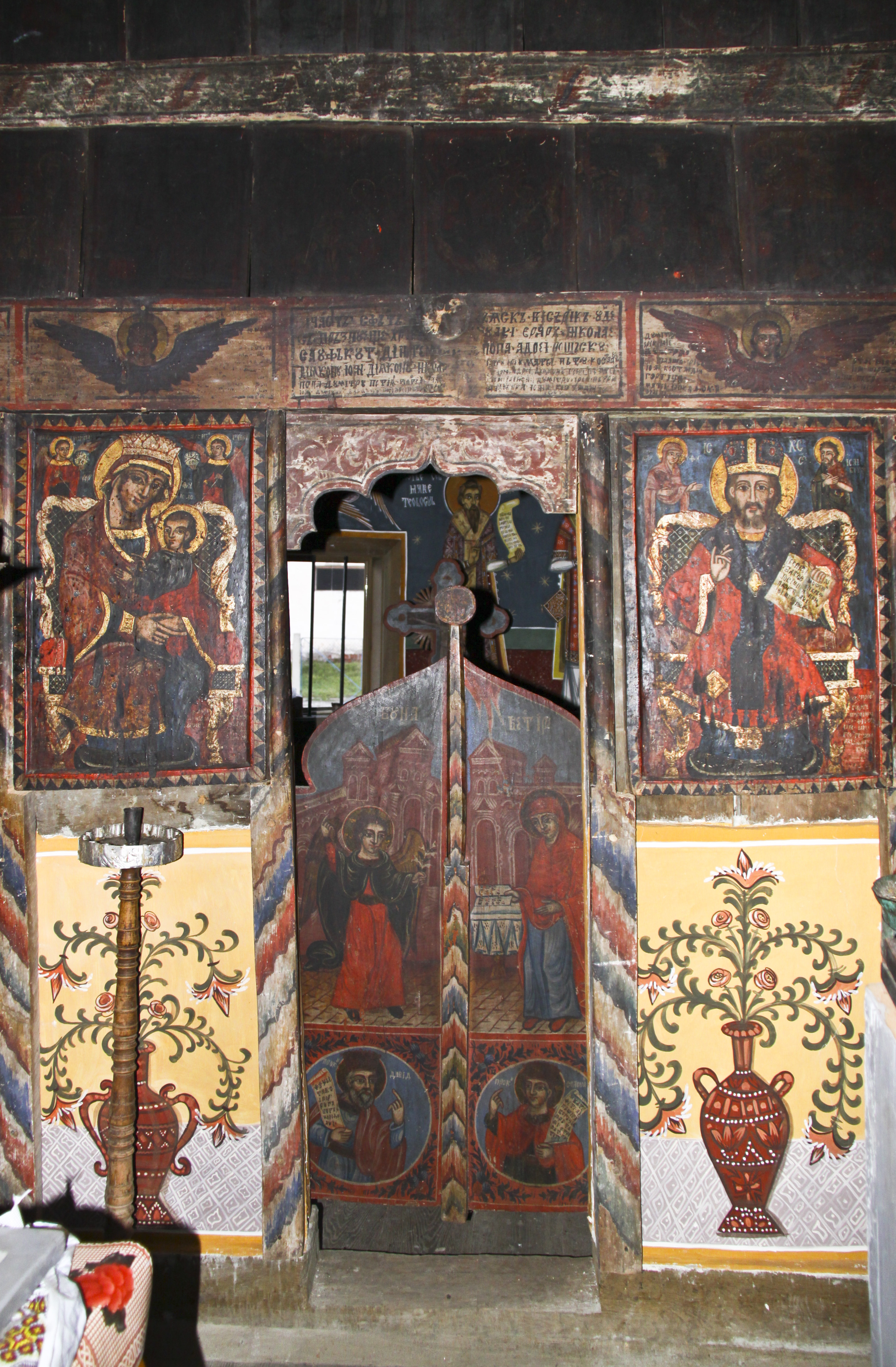
uşile împărăteşti